# Pesca al curricán
La pesca al curricán,

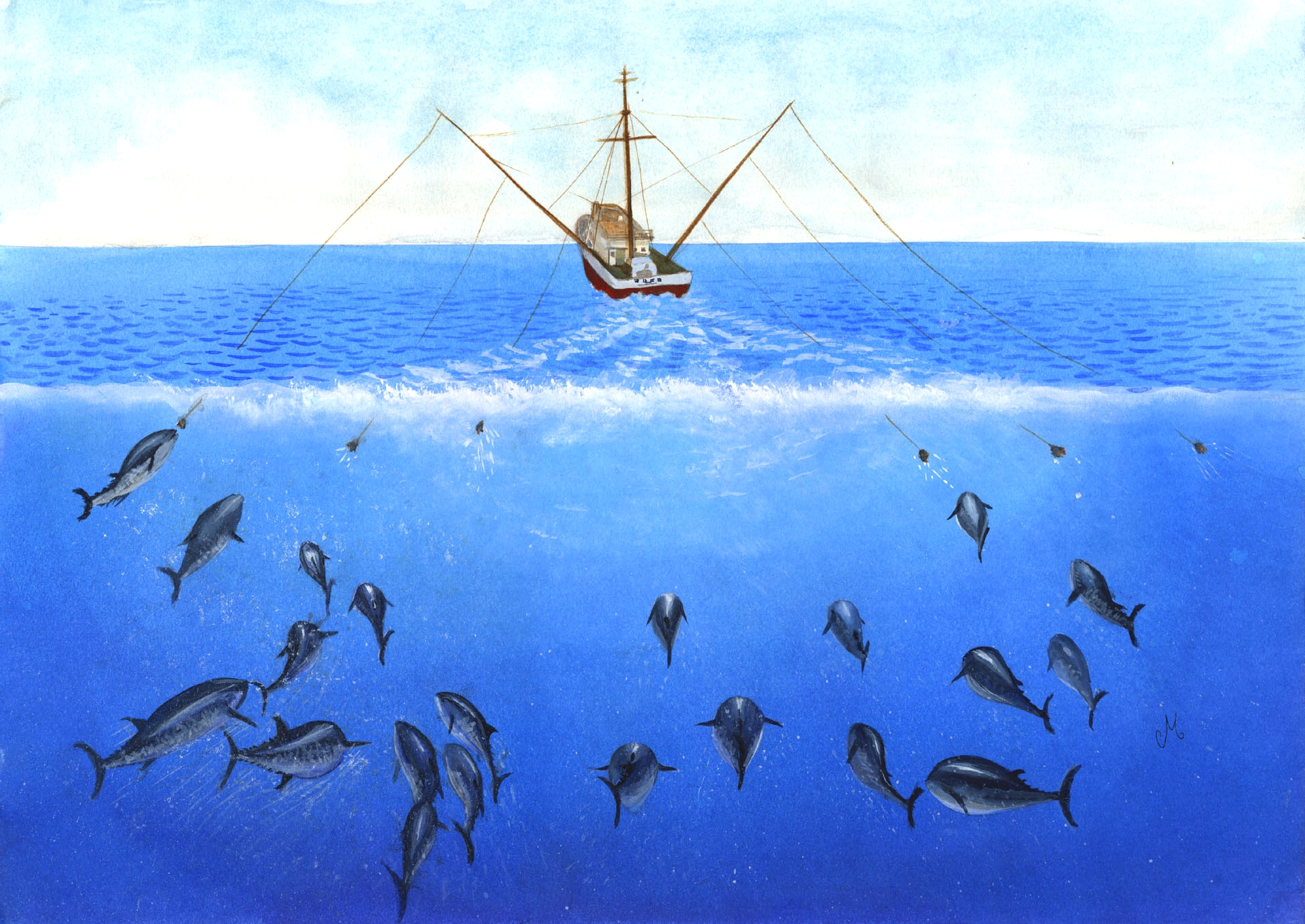

pesca a la cacea o trolling es una modalidad de pesca que se basa en el arrastre del aparejo, se puede realizar tanto desde una embarcación como desde la orilla. Para mayor efectividad se realiza normalmente desde una embarcación. Estas difieren según el entorno en que se desarrolla la pesca, ya que también se puede realizar en grandes embalses o lagos interiores o ríos.
En la pesca al curricán se suelen utilizar cebos artificiales, coloridos, y articulados, con el fin de que sean muy atractivos para los peces, ya que al ser una técnica de pesca de arrastre se busca que este cebo artificial simule a la perfección la manera de nadar de un pequeño pez, que en realidad es un anzuelo en el extremo del hilo de pescar.
Este tipo de pesca suele estar dirigida a peces depredadores. Con este aparejo se suelen usar tanto señuelos artificiales como naturales.